# Sábado (filme)
Sábado é um filme brasileiro de 1995, do gênero comédia, escrito e dirigido por Ugo Giorgetti.

## Sinopse
Sábado na cidade de São Paulo. Uma equipe de publicidade ocupa o saguão do antigo Edifício das Américas, no centro da cidade, para a gravação de um comercial. Mas um elevador quebrado obriga equipe e moradores a dividirem o mesmo espaço. Desse convívio forçado surgem pequenos incidentes que tornam este sábado diferente de qualquer outro.

## Elenco
- Otávio Augusto.... papa-defunto
- Maria Padilha.... diretora de arte
- Tom Zé.... papa-defunto
- Giulia Gam.... platô
- André Abujamra.... convidado do churrasco
- Jô Soares.... homem na casa das máquinas
- Renato Consorte.... morador
- Mariana Lima.... diretora de produção
- Gianni Ratto.... homem morto
- Wandi Doratiotto.... porteiro
- Sérgio Viotti.... narrador
- Cláudio Mamberti.... voz

## Principais prêmios
Recebeu o Troféu APCA nas categorias de melhor diretor e melhor ator coadjuvante (Otávio Augusto).